# 140 Broadway
140 Broadway (anteriormente conocido como Marine Midland Building o HSBC Bank Building) es un edificio de oficinas de estilo internacional de 51 pisos en el lado este de Broadway entre las calles Cedar y Liberty Street en el distrito financiero de Manhattan en la ciudad de Nueva York. Fue diseñado por Gordon Bunshaft, de la firma Skidmore, Owings & Merrill, y consta de una fachada negra en su mayoría lisa sobre un terreno trapezoidal. Tiene aproximadamente 210 m de altura, con aproximadamente 108 696,5 m² de área para alquilar. Es conocido por la escultura distintiva en su entrada, el Cubo de Isamu Noguchi.
El desarrollador Erwin S. Wolfson adquirió el sitio en varias etapas entre 1952 y 1961. Los planes iniciales requerían un monolito de 36 pisos, pero cuando murió Wolfson, los arquitectos modificaron sus planes a una torre de 51 pisos, que ocupaba solo dos quintas partes de la cuadra y se ajustaba a la Ley de Zonificación de 1961. Fue construido entre finales de 1964 y 1967 y originalmente era conocido por su inquilino principal, Marine Midland Corporation (más tarde parte de HSBC). Varios de los primeros inquilinos estaban afiliados a la industria financiera, incluidas las empresas bancarias y contables. En 1998, fue vendido a Silverstein Properties, que llevó a cabo una importante renovación.
El inquilino principal desde 2002 es Brown Brothers Harriman, ocupando una vacante que quedó después de que HSBC se mudara en 2001. El edificio ha sido propiedad de Union Investment desde 2004, y la Comisión de Preservación de Monumentos Históricos de la Ciudad de Nueva York designó como un hito de la ciudad en 2013. Las críticas de los especialistas han sido en gran medida positivas, y varios elogiaron la fachada negra y lisa.

## Sitio
140 Broadway está ubicado en una cuadra entera de la ciudad delimitada al oeste por Broadway, al norte por Liberty Street, al este por Nassau Street y al sur por Cedar Street. El bloque es un trapezoide irregular, siendo todas sus fachadas de diferente longitud. Mide 44 m en Broadway, 96,9 m en Liberty Street, 56,1 m en Nassau Street, y 91,7 m en la calle Cedar. El edificio ocupa dos quintas partes de la manzana, y su planta es romboidal, a juego con la forma de la manzana con dimensiones de entre 26,5 y 63,7 m Roger N. Radford, el líder del equipo que diseñó 140 Broadway, declaró que muchos de los inquilinos que conocía desconocían la "forma divertida".
Dentro de los alrededores inmediatos de 140 Broadway se encuentran One Liberty Plaza al noroeste; la Cámara de Comercio del Estado de Nueva York y la Liberty Tower al norte; el Edificio del Banco de la Reserva Federal de Nueva York al noreste; 28 Liberty Street al este; el Equitable Building al sur; los Trinity and United States Realty Buildings al suroeste; y el Zuccotti Park al oeste. La Iglesia de la Trinidad y Wall Street están ubicadas dos cuadras al sur.

## Arquitectura
140 Broadway fue diseñado por Skidmore, Owings & Merrill (SOM) en estilo internacional, con Gordon Bunshaft a la cabeza del proyecto. Fue construido por Diesel Construction Company, cofundada por el promotor inmobiliario Erwin S. Wolfson, y dirigida por Carl Morse en el momento de la construcción. Roger N. Radford fue el líder del equipo de diseño; Allan Labie fue el director del proyecto; Bradley B. Sullivan fue el capitán del trabajo; y James Ruderman era el ingeniero estructural. Se contrató a Thomas Crimmins Construction Company para excavar el sitio, y U.S. Steel proporcionó el acero.
140 Broadway tiene 51 pisos y mide 206 m o 209,7 m de alto. cada piso tiene de 2000 a 2200 m², para un total de 111 484 m² en todo el edificio. La estructura utiliza un marco que pesa 12 500 LT; 12 700,6 t. El US Green Building Council la certificó como una Gold de Liderazgo en Energía y Diseño Ambiental.

### Forma y fachada
El Departamento de Planificación Urbana de la ciudad de Nueva York aprobó la Ley de Zonificación de 1961 en octubre de 1960, y las nuevas reglas entraron en vigor en diciembre de 1961, reemplazando la Ley de Zonificación de 1916. En lugar de la inclusión de retranqueoss que habían alentado las antiguas leyes de zonificación, las nuevas leyes de zonificación permitieron que los rascacielos tuvieran una masa voluminosa con una superficie adicional, a cambio de la inclusión de espacios abiertos a nivel del suelo. El diseño de 140 Broadway se adhirió estrictamente a la ley de 1961; según Radford, la ley "forzó la masa del edificio hacia el centro del sitio".
Harry Helmsley, quien se hizo cargo del desarrollo después de la muerte de Wolfson, buscó enfatizar el eje vertical. Como resultado, Radford decidió enfatizar las líneas verticales de lavado de ventanas en la fachada de aluminio negro. Por lo demás, la fachada es lisa, con paneles de vidrio y molduras de ventanas de aluminio ligeramente texturizadas. La fachada occidental tiene tres tramos verticales de seis ventanas cada uno, mientras que la fachada este tiene cuatro tramos de seis ventanas. Las fachadas norte y sur tienen cada una siete bahías de seis ventanas. Poco más se adjuntó a la fachada, a excepción de los letreros con el número 140 en ambas caras de cada esquina sur, así como el nombre del Marine Midland Bank en los lados de Broadway y Cedar Street. Hay numerosas puertas giratorias en los cuatro lados que dan acceso al edificio.
Los planes iniciales requerían un edificio rectangular con una fachada en forma de rejilla de color gris claro hecha de hormigón o aluminio. El edificio había sido rediseñado en 1965 para tener una fachada suave que armonizaba con los edificios de mampostería circundantes y se destacaba de su entorno. Un crítico escribió que el diseño anterior tenía 140 Broadway como "un hermano pequeño del [28 Liberty Street] con el mismo acabado brillante", que dijo que "habría parecido un pariente pobre". Otro comparó el nuevo plan con el diseño gráfico contemporáneo y las pinturas "negras" de Ad Reinhardt.

### Plaza
140 Broadway está retrocedido 24,4 m desde la acera en Broadway, 9,1 m del bordillo de Cedar Street y 7,6 m del de Liberty Street. En este espacio intermedio hay una plaza pública recubierta de baldosas de travertino blanco. Existía una entrada a la estación Calle Broad del metro de Nueva York en la esquina sureste de la plaza, pero se eliminó en 1999. Un monumento de granito a Harry Helmsley se encuentra en la esquina suroeste de la plaza. Las aceras en todos los lados de 140 Broadway tienen 6,1 m de ancho y son mantenidos por el Departamento de Transporte de la Ciudad de Nueva York en lugar de los propietarios del edificio, pero a veces se consideran parte de la plaza.

#### El Cubo
Según Radford, Bunshaft sugirió que Isamu Noguchi participara en el proyecto. Durante la construcción, se encargó a Noguchi que creara una escultura para la parte de la plaza que da a Broadway. Originalmente había propuesto un "megalito" o un "grupo de monolitos primitivisticos". Sin embargo, Helmsley sintió que el "megalito" habría costado demasiado. Posteriormente, Bunshaft sugirió combinar la "serie de rocas" de Noguchi en un solo bloque.
La escultura se tituló El Cubo (en inglés, The Cube) y se instaló en 1968. Es un romboedro de color bermellón con un agujero cilíndrico en el centro, de pie sobre una esquina y que mide 8,5 m alto. El Cubo está ubicado fuera del centro, en el lado norte de la plaza, contrastando con la fachada oscura de 140 Broadway mientras dirige la atención de los espectadores hacia la plaza circundante. Al igual que 140 Broadway, fue detallado por SOM y tiene un marco de aluminio. Bunshaft elogió a El Cubo por "funcionar maravillosamente con el edificio [en] todos los sentidos", mientras que el director del Museo Metropolitano de Arte, Thomas Hoving, dijo que el cubo era una señal de "cambio en el gusto del público".

## Historia

### Planificación y construcción
En 1952, Wolfson comenzó a comprar terrenos en la cuadra de la ciudad delimitada por las calles Cedar, Liberty y Nassau y Broadway. Las seis parcelas en el bloque habían sido propiedad de diferentes entidades inmediatamente antes de la compra de Wolfson, incluidas The Clearing House, el National Bank of Commerce y Guaranty Trust Company (posteriormente parte de J.P. Morgan & Co.), y tenían cinco edificios entre nueve y diecinueve pisos de altura. Estas entidades finalmente vendieron todas sus propiedades a JP Morgan y, en agosto de 1961, Wolfson compró las seis parcelas a JP Morgan. En ese momento, Wolfson estaba planeando un edificio de 32 pisos en el sitio, una masa voluminosa que se ajustaría a la Ley de Zonificación de 1961, además de permitir la ampliación de Liberty Street junto con la construcción de 28 Liberty Street, entonces conocida como One Chase Manhattan Plaza. El edificio de Wolfson habría tenido marquesinas de mampostería que sobresalían de las placas del piso. También en 1961, se contrató a SOM como estudio de arquitectura para la propuesta.
Wolfson murió repentinamente en junio de 1962. A pedido de Morse, el desarrollador Harry Helmsley acordó colaborar en el proyecto y Helmsley creó 140 Broadway Corporation. Lawrence A. Wien también se convirtió en patrocinador del proyecto. Los planos se modificaron en mayo de 1963 para prever un rascacielos de 40 pisos que ocuparía dos quintas partes de la manzana. Los planes modificados también preveían el cierre de Cedar Street, formando así una plaza peatonal que se extendía hasta 28 Liberty Street, además de agregar entradas de metro. En junio de 1964, la propiedad de Wolfson y Helmsley estaban a punto de presentar los planos. Dos meses después, Wien se retiró del proyecto y Helmsley modificó el edificio para tener 49 pisos, ocupando todavía dos quintas partes de la manzana. Los arquitectos presentaron una solicitud de construcción nueva al Departamento de Edificios de la ciudad de Nueva York a principios de 1964, aunque se realizaron cambios menores en los planos en los meses siguientes.
La demolición de los edificios existentes en el sitio comenzó en junio de 1964. Los constructores se esforzaron por reducir el ruido tanto como fuera posible: la demolición se llevó a cabo solo fuera de las horas pico y se usaron mantas pesadas para amortiguar el sonido de las explosiones y contener los escombros. La excavación del sitio se completó a mediados del año siguiente y comenzó la construcción del marco, con 600 trabajadores empleados. De acuerdo con la política de reducción de ruido de la excavación de los cimientos, el edificio utilizó un "marco estructural soldado a tope", lo que requirió menos tiempo en los ruidosos procesos de atornillado y remachado. Se construyó un piso cada dos días y 140 Broadway se completó durante junio de 1966. Una persona que trabajaba cerca dijo que su cortadora de césped hacía más ruido que la construcción. Bunshaft recordó que el costo fue más alto que el promedio "debido a la sabiduría de Wolfson inicialmente, Helmsley despertando y Carl Morse instando a que no fuera el edificio más barato del mundo sino el más económico".

### Uso
En octubre de 1965, Marine Midland Bank arrendó los dos sótanos y los primeros 20 pisos. Debido a que el banco era el inquilino más grande en 140 Broadway, la corporación de Helmsley le otorgó al banco los derechos de denominación del edificio. Según el informe anual del banco de ese año, 140 Broadway sería la nueva sede del banco. El segundo piso tenía la sala bancaria principal. En marzo de 1967, estaba alquilado en un 90%. El Departamento de Edificios emitió un certificado de ocupación temporal en abril y certificó el edificio como completo en octubre de 1967. Otros inquilinos originales incluyeron a Clarke, Dodge Company; Delafield Delafield; Corporación de Laird Company; y Control Data Corporation. Los inquilinos posteriores incluyeron a Morgan Stanley, Paine Webber, Ernest & Ernest, el City Midday Club, el gobierno de Puerto Rico y la compañía Helmsley-Spear de Helmsley. En 1980, HSBC adquirió una participación mayoritaria del 51% en Marine Midland Corporation.
Después de la muerte de Helmsley en enero de 1997, su viuda, Leona Helmsley, vendió más de una docena de sus propiedades. The New York Times escribió que 140 Broadway había "atraído la mayor parte de la atención de los posibles compradores": aunque solo estaba ocupado en un 59% y requería renovaciones, las propiedades inmobiliarias en el distrito financiero eran muy buscadas. Después de que se recibieron varias ofertas de seis "finalistas serios", el edificio se vendió a la compañía de Larry Silverstein, Silverstein Properties, por 190 millones de dólares en enero de 1998. Posteriormente, Silverstein emprendió una operación de 60 millones de dólares de renovación y arrendó gran parte del espacio restante. En ese momento, Silverstein albergaba preocupaciones de que HSBC, que ocupaba el 40% del espacio, se mudaría una vez que expirara su contrato de arrendamiento en 2002. Posteriormente, HSBC trasladó su sede principal a HSBC Tower en Midtown Manhattan en 2001. Brown Brothers Harriman & Co. luego se firmó como el principal inquilino de 140 Broadway, y se mudó a 20 pisos.
El edificio fue adquirido en 2004 por la firma alemana Union Investment. El 25 de junio de 2013, la Comisión de Preservación de Monumentos Históricos de la Ciudad de Nueva York lo designó como un hito de la Ciudad de Nueva York. En enero de 2018, los propietarios propusieron agregar jardineras circulares a la plaza, así como agregar "mobiliario urbano" en la acera, lo que potencialmente desplazaría a los vendedores ambulantes. A pesar de la controversia sobre los planes, la Comisión de Preservación de Monumentos Históricos aprobó los cambios en marzo de 2018. Los diseños para la plaza renovada exigen que se instalen jardineras en la sección de la plaza en Liberty Street. Para 2021, los propietarios comercializaban el espacio de alquiler de Brown Brothers Harriman.

## Incidentes

### Atentado
Se produjo un atentado con bomba en el octavo piso de 140 Broadway el 20 de agosto de 1969, hiriendo a 20 personas. La policía estimó que la bomba equivalía a 25 cartuchos de dinamita, lo que la convierte en una de las explosiones de bombas más potentes de la ciudad hasta la fecha. El explosivo se colocó en un pasillo junto a los ascensores en algún momento de la noche y explotó alrededor de las 10:30 p. m. Los heridos trabajaban en el turno de noche en el departamento de contabilidad de valores del banco y trabajaban al otro lado de la pared del corredor. El interior de este muro estaba revestido con unidades de archivos automatizados de piso a techo que pesaban 3 toneladas cada una y absorbieron la mayor parte de la explosión. Aun así, la explosión movió las unidades de archivo alrededor de un pie, voló todas las ventanas de ese lado y abrió una ventana de 2 m agujero en el suelo de hormigón armado. El atacante, Sam Melville, fue condenado por este y otros siete atentados con bomba en Manhattan en 1969 y sentenciado a 18 años de prisión. Fue asesinado por un francotirador estatal durante los disturbios en la prisión de Attica en septiembre de 1971. Como resultado del bombardeo, Marine Midland Company aumentó la seguridad.
En 1972, Ronald Kaufman hizo un intento fallido de volar escondiendo un explosivo en la bóveda de un banco. El edificio volvió a sufrir daños en 1974, cuando las Fuerzas Armadas de Liberación Nacional Puertorriqueña detonaron un coche bomba en la calle adyacente. La fuerza de la bomba fue equivalente a 40 cartuchos de dinamita y escombros esparcidos por una cuadra y media.

### Otros incidentes
El 20 de octubre de 1981, se produjo un incendio en el piso 47 de 140 Broadway. Cuando un ascensor con cinco trabajadores adentro abrió sus puertas en el piso 47, los ocupantes resultaron heridos y tuvieron que sellar manualmente la puerta. Esto provocó una investigación, que encontró que cientos de ascensores de Nueva York no tenían llaves que permitieran a los bomberos ingresar a pisos específicos. Se suponía que los ascensores se habían actualizado como parte de una ley de 1973 que exigía el cumplimiento de un nuevo código contra incendios, incluidas las actualizaciones de los ascensores que se activaban por calor en lugar de automáticamente. La ley tenía como fecha límite septiembre de 1981, y después del incendio en 140 Broadway, numerosos propietarios recibieron citaciones por no cumplir con el nuevo código de incendios.
En 1984, un trabajador de mantenimiento descontento retiró partes del sistema de aire acondicionado de 140 Broadway y almacenó estos componentes en otro lugar. Después de que se desmontó el sistema de aire acondicionado para el invierno, el trabajador, Robert Rodríguez, vertió algunos componentes cruciales del sistema de aire acondicionado en un tanque en el piso 37, que alimentaba el sistema de rociadores. Unos 10 000 trabajadores se quedaron sin aire acondicionado durante varias semanas, siendo "incómodamente cálidos" hasta junio de 1984, cuando Rodríguez fue arrestado y los buzos recuperaron las partes del sistema de aire acondicionado.

## Recepción de la crítica
Las críticas entre los críticos de arquitectura fueron en gran medida positivas. En 1968, Ada Louise Huxtable de The New York Times describió 140 Broadway como "uno de los [rascacielos] más hermosos de la ciudad", realzado por la inclusión de El Cubo, y dos años después, dijo que era el "epítome de la sofisticada elegancia arquitectónica de los años sesenta" en contraste con la Cámara de Comercio y One Liberty Plaza. Huxtable declaró además en 1974 que 140 Broadway era "no solo uno de [los] edificios que más admiro en Nueva York, sino que más admiro en cualquier lugar". El sucesor de Huxtable en el Times, Paul Goldberger, dijo que "el muro cortina de vidrio es oscuro y refinado, es discreto", y lo clasificó como el "mejor" en Nueva York de SOM. Goldberger dijo más tarde que 140 Broadway probablemente tenía la "'piel' de vidrio más hermosa de todos los rascacielos de Manhattan". John Tauranac escribió que 140 Broadway era "la torre más elegante de Manhattan", mientras que John Morris Dixon, escribiendo en Architectural Forum, dijo que 140 Broadway estaba entre "los edificios de oficinas más hermosos de los EE. UU."
Ya en 1996, el arquitecto Robert A. M. Stern había sugerido que 140 Broadway era un candidato viable para el estatus de hito oficial. Stern, en su libro New York 1960 había dicho: "Sus elegantes exteriores modernistas eran una extensión apropiada del minimalismo exterior del edificio", y había llamado a El Cubo uno de sus "aspectos más memorables". La versión de 2010 de la Guía AIA de la ciudad de Nueva York caracterizó a 140 Broadway como "una piel tensa estirada sobre huesos desnudos". El diseño de 140 Broadway fue ampliamente imitado. En Nueva York, los edificios posteriores que usaron un estilo similar incluyeron el Solow Building de SOM y el 450 Park Avenue de Emery Roth, así como los diseños de SOM para 919 Third Avenue y 1166 Avenue of the Americas.